# Теологическая семинария объединения
Теологическая семинария объединения  (англ. Unification Theological Seminary, UTS) — высшее теологическое учебное заведение, основанное Мун Сон Мёном. Расположено в Берритауне, Нью-Йорк, США с филиальным корпусом в Мидтауне. Целью семинарии является воспитание лидеров и богословов для межконфессионального сообщества. Новое название — HJ International Graduate School for Peace and Public Leadership.
Семинария предлагает трехгодичную программу магистра теологии, двухгодичные программы магистра религиозного образования и доктора богословия. Теологическая семинария объединения аккредитована Комиссией по Высшему Образованию Среднеатлантических Штатов (англ.Council for Higher Education Accreditation) как профессиональная магистратура религиозного образования и духовенства.
В то время как в 1990-х годах большинство студентов являлись членами Церкви объединения, большинство профессоров таковыми не являлись, включая раввина, методистского священнослужителя, и католического священника.  В 2003 году в семинарии училось около 120 студентов, большинство из которых – из Японии и Кореи.
Большинство студентов выбирает двухгодичную программу, куда входят изучение Библии, историю церкви, философию, теологию и духовное образование. Многие выпускники семинарии были приняты на докторские программы в Гарвард и Йельский университет.
В 2019 году семинария продала свое основное здание в Берритауне. С 2022 года Семинарией руководит д-р Томас Уолш. C 2023 года Семинария работает под новым названием HJ International Graduate School for Peace and Public Leadership.

## Выпускники
- Маргарет Обама — родная тетя Президента США Барака Обамы[18]
- Даниэль Фефферман — исполнительный директор Международной коалиции за религиозную свободу
- Тайлер Хендрикс — Президент американской Церкви объединения (1991—2000), президент Теологической семинарии объединения (2000—2010)[19][20],[21]
- Майкл Дженкинс — Президент американской Церкви объединения (2000—2009)
- Шапиро, Ли — документалист, погиб во время войны в Афганистане
- Джонатан Уэллс (1978) — автор и защитник концепции «разумного замысла»
- Эндрю Уилсон — декан UTS; редактор Всемирного Писания: Сравнительной антологии Священных текстов

## Внешние ссылки
- Сайт семинарии